# アビラ
アビラ（Ávila [ˈaβila] ( 音声ファイル)）は、スペイン・カスティーリャ・イ・レオン州アビラ県のムニシピオ（基礎自治体）。アビラ県の県都である。首都マドリードからは直線距離で西北西に約87kmの位置にある。「城壁と聖人の町」の別称で知られる。
町の名前の語源は、ローマ帝国時代に「白い小部屋（Alba cella）」と呼ばれていたワインセラーの名前が転訛した、あるいは「イベロ人の地」に由来すると考えられている。

## 歴史
ギリシア神話の英雄ヘラクレスによって町が建設された伝承が存在する。
紀元前6世紀から紀元前5世紀にかけてはベトン族が居住し、彼らの手による石像が残る。ローマ帝国の植民都市アベラが町の起源であり、使徒ペトロの弟子による布教活動が行われた。714年にイスラム教徒の占領下に置かれるが、1085年にカスティーリャ＝レオン王アルフォンソ6世によって奪還される。アルフォンソ6世によって町が奪還された後、アルフォンソ6世の娘婿ラモン・デ・ボルゴーニャの命令によって市街地を取り囲む城壁が建設された。
16世紀に聖テレサらの修道院改革の中心地となり、「聖者たちのアビラ」の別称で呼ばれた。聖テレサの活動により、町はカトリック信仰の拠点として知られるようになる。同時代に起きたコムネロスの反乱では、町はスペイン王カルロス1世に敵対する立場についた。
17世紀初めに町に住むモリスコ（カトリックに改宗したイスラム教徒）が追放された後、経済活動が衰退した。1807年に大学が廃止されると、町の衰退は決定的になった。

## 地理
海抜1,117mの高さにあり、スペインの県都でもっとも標高が高く、ヨーロッパの司教所在地として最も標高が高い地点に位置する。荒れ野の中に唐突にそびえている岩山の平らな頂上に建てられている。岩山は茶色で乾燥した禿山で、大きな灰色の丸石がころがり、急峻な山地に囲まれている。このため気候は極端で、冬は厳しく長く、夏は短い。
自然が豊かであり、スキー、登山、狩り、釣りなどのレジャーが1年を通して楽しめる。

### 人口
2012年1月1日時点の人口は58,915人。
| アビラの人口推移 1900－2010                             |
|                                                         |
| 出典:INE（スペイン国立統計局）1900年 - 1991年、1996年 - |

## 建築物

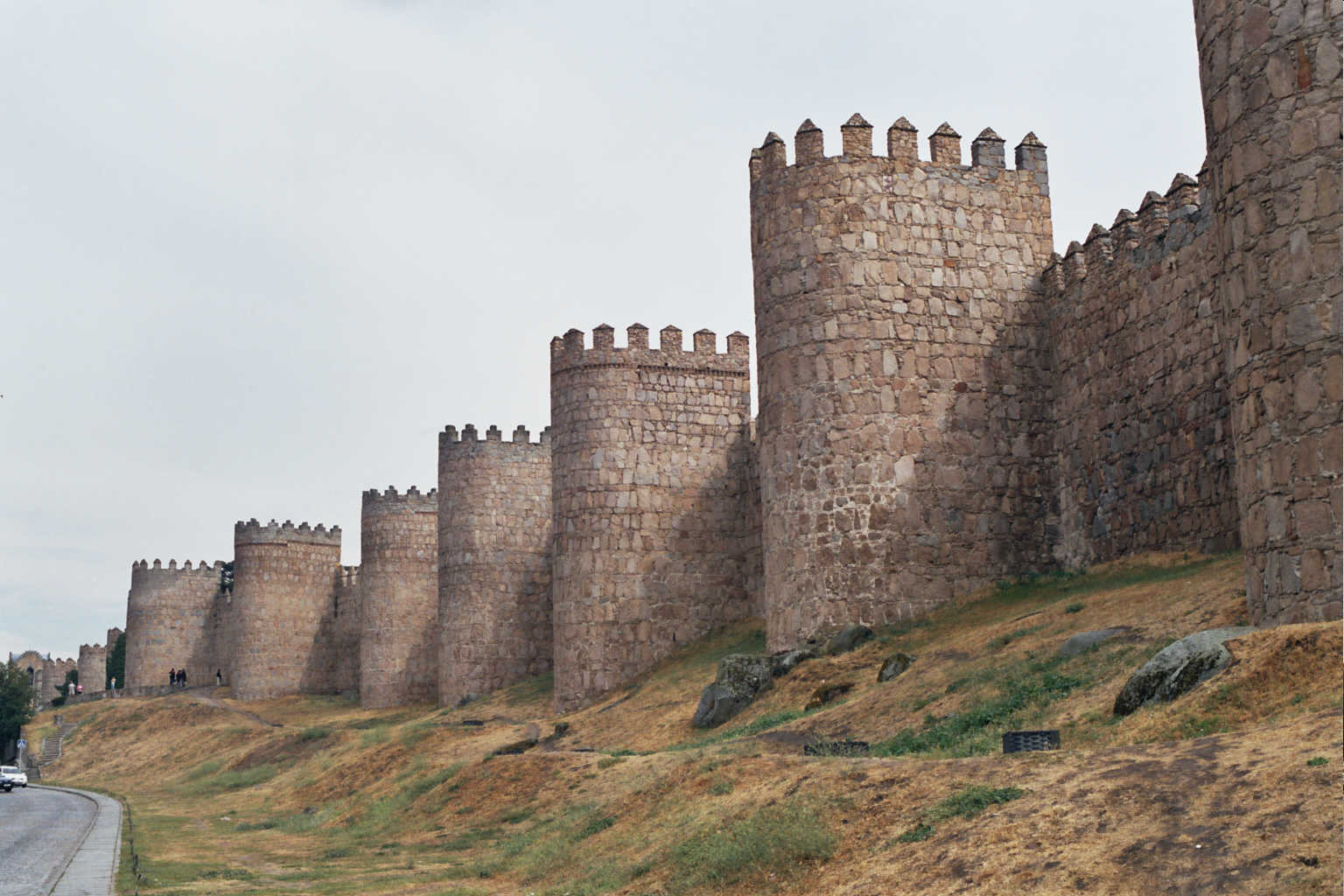
アビラの市壁

アビラは「アビラ旧市街と市壁外の教会群」として、1985年に世界遺産に登録されている。
旧市街の範囲は東西約900m、南北約450m。全長約2.5km、高さ平均12m、厚さ約3mの城壁で囲まれており、城壁はローマ帝国時代に建造された石塀の跡に沿って建てられている。イスラム教徒からアビラを奪還したカスティーリャ＝レオン王アルフォンソ6世は、いち早く町の防備を整えるために、ローマ時代の城壁、城門、塔の範囲を利用したと考えられている。アビラの市壁は茶色い花崗岩とローマ帝国、西ゴート王国時代の城壁で作られており、上に胸壁が並んでいる。88の塔と9つの門があり、市街の多くは市壁の外に広がっている。城壁は数度の改築と改修を経て、よく保存されている。
旧市街のビクトリア広場（西: Plaza de la Victoria）はローマ時代からの町の中心地であり、市役所が置かれている。ビクトリア広場は「勝利の広場」の意味で、ビクトリア広場からアルカサル門の間には多くの商店と飲食店が並び、近くには生鮮食料品を扱う市場が建つ。
アビラにはイスラム教徒による城（アルカサル）とその名前を冠した城門もあり、軍の宿営地、孤児院、病院、軍学校、師範学校などに使われてきた。1482年から1807年には大学も置かれていた。アルカサル門の近辺にあるカルボ・ソテロ広場にはベトン族の手による動物の石像が置かれている。
町には中世・ルネサンス期に建てられた邸宅が多く残り、町の南には13世紀から17世紀にかけて建設された7つの住居群「ダビラの館」が存在する。ルネンサンス様式のファサードとゴシック様式の中庭のアーチが特徴的なデアネスの館は、美術館となっている。美術館に展示されている家具類は、かつての貴族たちの華やかな生活を偲ばせる。

### 教会・聖堂
司教座が置かれたアビラでは、いくつもの教会建築が名所となっている。旧市街地は城壁に囲まれているため面積が限られており、城壁の外に多くの修道院や教会が建立された。ゴシック建築のカテドラルは1107年に遡るとされるが、おそらくは13世紀から14世紀に建てられた。要塞のような外見を持ち、胸壁と2つの頑丈な塔があるカテドラルは、ロマネスク様式とゴシック様式両方の特徴を備えている。カテドラル内には多くの彫刻や絵画があり、1571年にフアン・デ・アルフェが制作した銀の聖体容器のそばに置かれている。カテドラルに納められている、彫刻家バスコ・デ・ラ・ロサの手による墓碑と聖櫃は芸術性を高く評価されている。
サン・ビセンテ、サン・ペドロ、サン・トマス、サン・セグンドの各聖堂のおもな特徴は15世紀のロマネスク様式だが、美しいサン・ビセンテ聖堂やサン・ペドロ聖堂の一部は12世紀に遡ると見られる。サン・ビセンテ聖堂（西: Basílica de San Vicente）は4世紀に聖ビセンテとその姉妹が殉教したとされる場所に建てられており、イスラム教徒の進出後は荒廃していたが、町を奪回したアルフォンソ6世の治世に再建された。聖堂にはダビデ王と聖女サビーナの彫刻が置かれているが、これはアルフォンソ6世とその娘ウラカをモデルにしたと言われている。聖堂に建てられた後期ロマネスク様式の門は使徒たちの小さな彫像で飾られている。
サン・ペドロ聖堂（西: Iglesia de San Pedro）の外観は簡素であるが、中には美しい祭壇衝立、絵画、金銀細工が収められている。
特に注目すべきはサン・トマス聖堂の大理石のモニュメントである。サン・トマス聖堂は「カトリック両王の回廊」「沈黙の回廊」「修錬者の回廊」で知られている。15世紀のフィレンツェの彫刻家ドメニコ・ファンチェッリによるもので、カトリック両王フェルナンド2世とイサベル1世の一人息子であるアストゥリアス公フアンの墓の上にある。また、サン・トマス聖堂にはスペイン最初の異端審問官であるトマス・デ・トルケマダが埋葬されている。

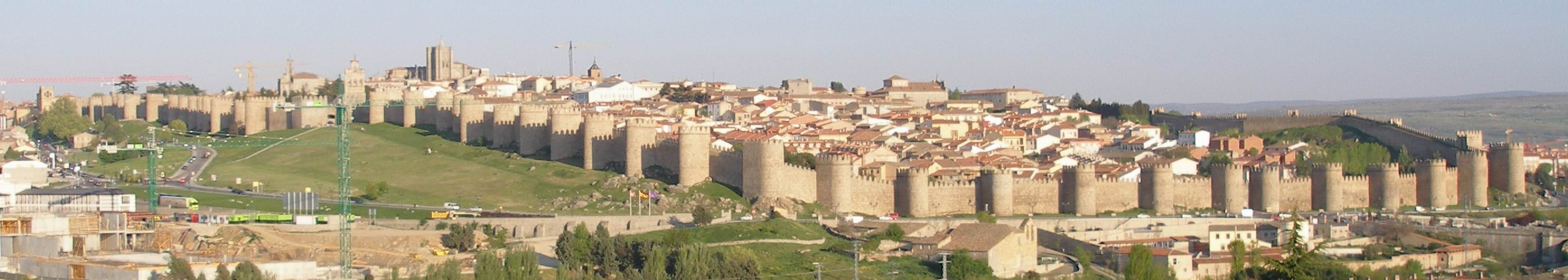
市壁に囲まれたアビラの旧市街

### 登録基準
この世界遺産は世界遺産登録基準のうち、以下の条件を満たし、登録された（以下の基準は世界遺産センター公表の登録基準からの翻訳、引用である）。
- (3) 現存するまたは消滅した文化的伝統または文明の、唯一のまたは少なくとも稀な証拠。
- (4) 人類の歴史上重要な時代を例証する建築様式、建築物群、技術の集積または景観の優れた例。

## アビラ出身の人物
この都市はカルメル会の改革者アビラのテレサ（1515年-1582年）で有名である。
城壁の外には、テレサが前半生を過ごしたエンカルナシオン修道院、テレサが最初に建立したサン・ホセ（ラス・マドレス）修道院が建てられている。エンカルナシオン修道院には博物館が併設されており、テレサゆかりの展示物が置かれている。サンタ・テレサの名を持つ修道院と教会は、彼女が生まれたとされる場所に建てられており、修道院にはテレサの指が納められている。卵黄と砂糖を使ったボール状の菓子イェマス・デ・サンタ・テレサはアビラの名物として知られているが、テレサ本人との関連性は無いと考えられている。
ほかにアビラ出身の有名人には作曲家のトマス・ルイス・デ・ビクトリアがいる。

## 交通
アビラとマドリードは電車、バスで結ばれている。いずれの交通機関を利用しても2時間弱でアビラに到達する。

## 姉妹都市
- ヴィルヌーヴ＝シュル＝ロット（フランス）
- リュエイユ＝マルメゾン（フランス）
- テーラモ（イタリア）